# Charles Scott Sherrington
Charles Scott Sherrington (Londres, 27 de noviembre de 1857 - Eastbourne, 4 de marzo de 1952) fue un médico neurofisiólogo británico, premio Nobel de Medicina, que estudió las funciones de la corteza cerebral.

## Semblanza
Considerado el padre de la neurociencia actual. Sherrington estudió Medicina en la Universidad de Cambridge, donde se graduó en 1885. Posteriormente amplió sus estudios en Berlín con Robert Koch y Rudolf Virchow y en Estrasburgo con F. Goltz.
En 1887 Sherrington se unió a la escuela de Medicina del St. Thomas Hospital, donde enseñó Medicina. Posteriormente llevó a cabo trabajos experimentales en la Brown Institution, departamento veterinario de la Universidad de Londres. En 1895, llegó a ser profesor de la Universidad de Liverpool. Obtuvo el puesto de profesor de Fisiología de la Universidad de Oxford en 1913. Fue presidente de la Royal Society de 1920 a 1925. Sherrington recibió la Gran Cruz del Imperio Británico en 1922 y la Orden del Mérito en 1924. Se retiró de la vida académica en 1935 a sus 78 años, pero continuó dando conferencias y escribiendo.
Fue galardonado en 1932 con el premio Nobel de Medicina por sus trabajos en el campo de la neurofisiología: localización de las funciones del córtex cerebral, investigaciones reflexológicas, etc.

## Obras destacadas
Sus obras más relevantes fueron:
- La acción integradora del sistema nervioso, 1906.
- La actividad refleja de la médula espinal, 1932.
- El cerebro y sus mecanismos, 1933.
- El hombre sobre su naturaleza, 1937-1938.

## Eponimia
- El cráter lunar Sherrington lleva este nombre en su memoria.[3]